# Mùa bão Tây Bắc Thái Bình Dương 2001
Mùa bão Tây Bắc Thái Bình Dương 2001 không có giới hạn chính thức, nó diễn ra trong suốt năm 2001; tuy nhiên hầu hết các xoáy thuận nhiệt đới có xu hướng hình thành trong giai đoạn từ tháng 5 đến tháng 11. Đây là những thời điểm quy ước phân định khoảng thời gian tập trung hầu hết số lượng xoáy thuận nhiệt đới hình thành mỗi năm trên Tây Bắc Thái Bình Dương.
Phạm vi của bài viết này chỉ giới hạn ở Thái Bình Dương, khu vực nằm về phía Bắc xích đạo và phía Tây đường đổi ngày quốc tế. Những cơn bão hình thành ở khu vực phía Đông đường đổi ngày quốc tế và phía Bắc xích đạo thuộc về Mùa bão Đông Bắc Thái Bình Dương 2001. Bão nhiệt đới hình thành trên toàn Tây Bắc Thái Bình Dương sẽ được đặt tên bởi Cơ quan Khí tượng Nhật Bản  JMA . Áp thấp nhiệt đới được Trung tâm Cảnh báo Bão Liên hợp  JTWC  theo dõi sẽ có thêm hậu tố "W" phía sau số thứ tự của chúng. Áp thấp nhiệt đới trở lên hình thành hoặc di chuyển vào khu vực mà Philippines theo dõi cũng sẽ được đặt tên bởi Cục quản lý Thiên văn, Địa vật lý và Khí quyển Philippines  PAGASA . Đó là lý do khiến cho nhiều trường hợp, một cơn bão có hai tên gọi khác nhau.

## Các cơn bão
Trong thông tin về các cơn bão dưới đây, giá trị vận tốc gió có sự khác biệt giữa Trung tâm Cảnh báo Bão Liên hợp (JTWC) với Cơ quan Khí tượng Nhật Bản (JMA), khi mà JTWC áp dụng tiêu chuẩn của Hoa Kỳ xác định vận tốc gió duy trì liên tục trong khoảng thời gian 1 phút, còn JMA thì xác định vận tốc gió duy trì trong khoảng thời gian 10 phút. Sự khác biệt này dẫn đến kết quả là giá trị vận tốc gió JTWC đưa ra thường luôn cao hơn JMA trong cùng một cơn bão.

### Áp thấp nhiệt đới 01W (Auring)
Một áp thấp nhiệt đới đã di chuyển qua Philippines vào giữa tháng 2.

### Áp thấp nhiệt đới 02W (Barok)
Một áp thấp nhiệt đới đã tồn tại trên vùng biển phía Đông Philippines từ ngày 17 đến ngày 21 tháng 4.

### Bão Cimaron (Crising) (bão số 1)
Bão nhiệt đới Cimaron hình thành vào ngày 6 tháng 5 và nó cũng đã di chuyển qua Philippines.

### Áp thấp nhiệt đới Darna
Áp thấp nhiệt đới Darna đã di chuyển qua vùng miền Bắc Philippines, tuy nhiên không có báo cáo về thiệt hại.

### Bão Chebi (Emong)
Áp thấp nhiệt đới 04W hình thành vào ngày 19 tháng 6 gần Palau và nó di chuyển về phía Tây, mạnh lên thành bão nhiệt đới Chebi. Sau đó, Chebi di chuyển theo hướng Tây - Tây Bắc rồi đến Tây Bắc với cường độ bão nhiệt đới; trước khi tiến vào eo biển Luzon với cường độ bão cấp 1. Vào cuối ngày 23 Chebi đạt đỉnh với sức gió 85 knot (100 dặm/giờ, 160 km/giờ), khi đó tâm bão nằm cách Đài Loan khoảng 75 dặm (120 km) về phía Nam. Tiếp theo, một rãnh thấp buộc Chebi di chuyển lên phía Bắc và nó đã đổ bộ vào địa điểm gần thành phố Phúc Châu, Trung Quốc. Cơn bão suy yếu trên đất liền rồi tăng tốc về phía Đông Bắc, di chuyển qua khu vực phía Đông Nam Thượng Hải trước khi quay trở lại biển. JMA và một số trung tâm thời tiết đã chấm dứt đưa ra những thông báo vào ngày 30 tháng 6 khi mà những tàn dư của Chebi tan hoàn toàn trên vùng Đông Thái Bình Dương.

### Bão Durian (bão số 2)
Bão Durian tấn công miền Nam Trung Quốc vào ngày 1 tháng 7 với sức gió 85 dặm/giờ (135 km/giờ) khiến 78 người thiệt mạng và tổn thất tại đây là 446 triệu USD (USD 2001). Cái tên Durian được Thái Lan đề xuất và nó có nguồn gốc từ tên một loại trái cây của vùng Đông Nam Á (Durian có nghĩa là quả sầu riêng).

### Bão Utor (Feria) (bão số 3)
Bão nhiệt đới dữ dội Utor phát triển trong ngày 30 tháng 6 trên vùng biển phía Đông Philippines. Sau đó nó đã đi sượt dọc theo đường bờ biển Bắc Luzon trong ngày 4 tháng 7 với sức gió 90 dặm/giờ (140 km/giờ). Cơn bão tiếp tục di chuyển theo hướng Tây - Tây Bắc, tấn công vùng Đông Nam Trung Quốc vào ngày mùng 6. Mặc dù không quá mạnh, nhưng Utor đã khiến tổng cộng 197 người thiệt mạng cùng tổn thất là 297,2 triệu USD (USD 2001).

### Bão Trami (Gorio)
Hình thành trên vùng biển phía Đông Philippines, bão nhiệt đới Trami đã di chuyển theo một hướng duy nhất là Tây Bắc cho đến khi tan vào ngày 13 tháng 7 trên đất liền Đông Nam Trung Quốc.

### Áp thấp nhiệt đới 08W
Áp thấp nhiệt đới 08W chỉ tồn tại được trong một thời gian rất ngắn và nó đã duy trì ở ngoài đại dương cách xa đất liền.

### Áp thấp nhiệt đới
Áp thấp nhiệt đới được JMA phân loại này cũng chỉ tồn tại trong khoảng 4 ngày từ ngày 16 đến 19 tháng 7.

### Bão Kong-rey
Bão Kong-rey hình thành trên vùng biển phía Nam Nhật Bản trong ngày 21 tháng 7. Ban đầu nó di chuyển về phía Tây nhưng sau đó đã vòng lại hướng Đông Bắc, trước khi tan vào ngày 28.

### Bão Yutu (Huaning) (bão số 4)
Bão Yutu đã đổ bộ vào Trung Quốc trước khi tan trong ngày 26 tháng 7.

### Bão Toraji (Isang)
Vào ngày 29 tháng 7, bão Toraji với sức gió 115 dặm/giờ (185 km/giờ) đã tấn công Đài Loan trước khi đổ bộ vào vùng Đông Nam Trung Quốc trong ngày 30.
Những trận mưa xối xả từ cơn bão đã kích hoạt lên lũ quét và sạt lở đất trên khắp Đài Loan, làm 200 người thiệt mạng và thiệt hại vật chất là 7,7 tỉ Tân Đài tệ (245 triệu USD). Đá và bùn lầy đã chôn vùi hoàn toàn một ngôi làng thuộc huyện Nam Đầu khiến 30 người trong làng thiệt mạng. Trong bối cảnh cơn bão, Thủ tướng Đài Loan Chang Chun-hsiung đã chỉ trích sự phát triển quá mức của các quốc gia trong khu vực và cho rằng đã thiếu đi những sự quan tâm đến các tác động tiêu cực. Ông còn khởi xướng một dự án tái trồng rừng nhằm phòng tránh, giảm thiểu hậu quả từ những thiên tai tương tự có thể xảy ra trong tương lai.

### Bão Man-yi
Man-yi là một cơn bão có cường độ trung bình. Nó đã duy trì quỹ đạo ngoài khơi và tan vào ngày 9 tháng 8 trên vùng biển phía Đông Nhật Bản.

### Áp thấp nhiệt đới
Áp thấp nhiệt đới được JMA phân loại này đã tồn tại trong 8 ngày mà không có bất kỳ sự tăng cường độ nào. Nó tan vào ngày 8 tháng 8.

### Bão Usagi (bão số 5)
Bão nhiệt đới Usagi hình thành vào ngày 8 tháng 8 trên Biển Đông, và nó đã tấn công Việt Nam trong ngày mùng 10. 

### Bão Pabuk
Tại Nhật Bản, Pabuk đã làm 6 người thiệt mạng và 32 người khác bị thương. Tổn thất vào khoảng 620 triệu yên (7,1 triệu USD).

### Áp thấp nhiệt đới Jolina
Ba hoàn lưu đã phát triển trong một rãnh gió mùa trên Biển Đông vào giữa tháng 8, và một trong số đó đã trở thành áp thấp nhiệt đới Jolina trên khu vực phía Tây Philippines. Jolina khá ít di chuyển cho đến khi tan vào ngày 19.

### Áp thấp nhiệt đới 15W
Áp thấp nhiệt đới 15W tồn tại trong quãng thời gian ngắn và không gây ảnh hưởng đến đất liền.

### Bão Wutip
Di chuyển chủ yếu theo hướng Đông Bắc trong suốt quãng đời, Wutip đã phát triển thành một cơn bão mạnh trước khi tan vào ngày 2 tháng 9.

### Bão Sepat
Vào cuối ngày 19 tháng 8, một vùng mây dông đã hình thành trên khu vực cách Pohnpei khoảng 100 dặm (160 km) về phía Nam. Đến ngày 22 vị trí của hệ thống nằm về phía Nam - Đông Nam Guam khi nó đang di chuyển theo đướng Đông - Đông Bắc và vẫn đang nỗ lực phát triển. Sau khi chuyển hướng Bắc, đến ngày 27 nó đã trở thành một áp thấp nhiệt đới tại địa điểm cách đảo Wake khoảng 250 dặm (400 km) về phía Tây Bắc, và sang sáng sớm ngày hôm sau áp thấp nhiệt đới đã mạnh lên thành bão nhiệt đới Sepat. Tiếp tục di chuyển lên phía Bắc, cơn bão đạt đỉnh với sức gió 45 dặm/giờ trước khi dần suy yếu từ ngày 28. Sau đó hệ thống tăng tốc, vòng lại hướng Đông Bắc và trở thành một vùng thấp ngoại nhiệt đới vào cuối ngày 31 khi nó tiếp cận đường đổi ngày quốc tế trên khu vực phía Nam quần đảo Aleutian.

### Bão Fitow (bão số 6)
Vào cuối ngày 26 tháng 8 một vùng mây dông đã hình thành trên Biển Đông, địa điểm phía Tây Luzon, với khả năng nó là sự tiếp nối từ những tàn dư của áp thấp nhiệt đới Jolina. Đến cuối ngày 28 vùng nhiễu động đã phát triển thành một áp thấp nhiệt đới tại vị trí cách Hồng Kông khoảng 300 dặm (480 km) về phía Nam - Tây Nam. Di chuyển theo hướng Tây - Tây Bắc, áp thấp nhiệt đới đã đi qua vùng Đông Bắc đảo Hải Nam trong cuối ngày 29, trước khi mạnh lên thành bão nhiệt đới Fitow một ngày sau. Vào sáng sớm ngày 31, cơn bão bắt đầu trôi dạt lên phía Bắc, hướng về đất liền Trung Quốc. Tối ngày hôm đó, nó đã đổ bộ vào huyện Đông Hưng rồi suy yếu thành áp thấp nhiệt đới trong ngày 1 tháng 9, trước khi tan vào ngày hôm sau. Tại đảo Hải Nam, thiệt hại kinh tế là gần 1,367 tỉ yuan (201,7 triệu USD). Tổng cộng, đã có 3.680 ngôi nhà bị hư hại hoặc phá hủy, 4 người thiệt mạng, và 3,5 triệu người bị ảnh hưởng bởi một cơn bão nhiệt đới yếu.

### Bão Danas
Một áp thấp nhiệt đới hình thành vào ngày 3 tháng 9 và sang ngày hôm sau nó đã mạnh lên thành bão nhiệt đới Danas. Trong ngày mùng 7, Danas hình thành nên một mắt bão nhỏ, và nó đã đạt đến cường độ bão cấp 2. Ngày hôm sau, cơn bão tiếp tục mạnh thêm thành bão cấp 3 khi nó di chuyển theo hướng Tây Bắc hướng đến Nhật Bản. Tiếp đó Danas vòng lại hướng Đông Bắc rồi đổ bộ vào quốc gia này trước khi tan vào ngày 11 tháng 9.
Vào ngày 10 tháng 9, bão Danas đã tạo ra lốc xoáy tại địa điểm gần Tokyo. Lốc xoáy này đã làm tốc mái nhà, đổ cây và làm một người bị thương. Dựa vào những đánh giá thiệt hại, Đài quan trắc Khí tượng Khu vực Tokyo đã xếp nó ở cấp F1 trong thang Fujita. Theo những ghi nhận thực tế, đã có 11 cơn lốc xoáy xuất hiện ở vùng Kanto Tại Nhật Bản, Danas khiến 8 người thiệt mạng và 48 người bị thương, tổn thất là 1,1 tỉ yên (12,8 triệu USD).

### Áp thấp nhiệt đới
Một áp thấp nhiệt đới khác được phân loại bởi JMA. Nó đã tồn tại trong hơn một tuần trước khi tan vào ngày 12 tháng 9.

### Bão Nari (Kiko) (bão số 7)
Vào ngày 5 tháng 9, một áp thấp nhiệt đới đã hình thành trên khu vực phía Đông Bắc Đài Loan. Bởi dòng dẫn yếu, hệ thống đã di chuyển hết sức thất thường trong quãng thời gian dài. Ban đầu, nó trôi dạt về phía Đông Bắc và mạnh lên thành một cơn bão nhiệt đới vào ngày mùng 6. Tiếp đó, Nari hầu như ít di chuyển tại vị trí gần Okinawa, và sang ngày hôm sau nó đạt cường độ bão cuồng phong. Trong khoảng 5 ngày tiếp theo, Nari thực hiện 3 vòng lặp trong quỹ đạo ngoài khơi, và nó đã đạt đỉnh trong quãng thời gian đó với sức gió 115 dặm/giờ (185 km/giờ) trước khi suy yếu thành bão nhiệt đới vào ngày 14. Tuy nhiên sau đó Nari đã mạnh trở lại thành bão cuồng phong, và khi di chuyển theo hướng Đông Nam nó đạt vận tốc gió 100 dặm/giờ (160 km/giờ) trước khi tấn công vùng Đông Bắc Đài Loan vào ngày 16. Cơn bão đã di chuyển qua hòn đảo này trước khi tiến vào Biển Đông vào ngày 18 với trạng thái là một áp thấp nhiệt đới. Di chuyển về phía Tây, áp thấp nhiệt đới mạnh lên thành bão nhiệt đới và đổ bộ lên địa điểm phía Đông Hồng Kông với sức gió 65 dặm/giờ (105 dặm/giờ) trong ngày 20. Nari đã khiến 92 người thiệt mạng và gây mưa với lượng lên tới 1300 mm dẫn đến lũ lụt nghiêm trọng.

### Áp thấp nhiệt đới
Một áp thấp nhiệt đới khác đã tồn tại trong vòng 5 ngày trước khi tan vào ngày 12 tháng 9.

### Bão Vipa
Vào ngày 16 tháng 9, một áp thấp nhiệt đới đã hình thành và đến sáng sớm hôm sau nó mạnh lên thành bão nhiệt đới Vipa. Hai ngày sau Vipa trở thành bão cuồng phong, và nó đã tác động đến Nhật Bản vào cuối ngày hôm đó, gây ra gió mạnh và thiệt hại nhỏ. Trong ngày 21 Vipa chuyển đổi thành một xoáy thuận ngoại nhiệt đới trước khi tan tại địa điểm nằm về phía Đông Nam bán đảo Kamchatka vào ngày 23 tháng 9.
Sau này vào năm 2002, cái tên Vipa đã được thay thành tên đúng chính tả là Wipha.

### Bão Francisco
Áp thấp nhiệt đới 22W hình thành vào ngày 18 tháng 9 và nó đã mạnh lên nhanh chóng thành một cơn bão nhiệt đới với tên quốc tế Francisco hai ngày sau. Vào ngày 21 Francisco đạt cường độ bão cuồng phong khi nó đang di chuyển lên phía Bắc. Ngày hôm sau cơn bão đạt đỉnh với áp suất 945 mbar cùng vận tốc gió 100 dặm/giờ (155 km/giờ) theo JMA. Francisco đã trở thành một xoáy thuận ngoại nhiệt đới vào ngày 25 trước khi tan trong ngày hôm sau.

### Bão Lekima (Labuyo)
Một ổ mây dông đã nhanh chóng phát triển thành áp thấp nhiệt đới 23W vào ngày 22 tháng 9 theo JTWC; trước đó nó đã được PAGASA đặt tên là Labuyo. Vào ngày 24 áp thấp nhiệt đới mạnh lên thành bão nhiệt đới Lekima. Tiếp theo cơn bão tiếp tục tăng cường và đạt đỉnh là bão cấp 2 trong ngày 27, trước khi suy yếu và tác động đến Đài Loan. Tại Đài Loan đã có tổng cộng 2 người thiệt mạng do gió mạnh và sóng lớn. Do tương tác với đất liền, cơn bão suy yếu nhanh chóng và cuối cùng tan trên đất liền Trung Quốc trong ngày 30 tháng 9. 

### Bão Krosa
Bão Krosa hình thành vào ngày 3 tháng 10 và đầu tiên nó được JMA phân loại là một áp thấp nhiệt đới, trước khi JTWC cũng chỉ định hệ thống là áp thấp nhiệt đới 24W vào cuối ngày. Sang ngày hôm sau áp thấp nhiệt đới đã mạnh lên thành bão nhiệt đới Krosa, sau đó nó di chuyển vào vùng nước ấm và mạnh lên nhanh chóng thành một cơn bão cuồng phong. Vào ngày 6 tháng 10, Krosa đạt đỉnh là một cơn bão cấp 3, trước khi suy yếu xuống thành bão cấp 2 trong cùng ngày. Ngày tiếp theo, do di chuyển vào vùng nước lạnh, cơn bão suy yếu xuống còn bão nhiệt đới. Krosa tan trong ngày mùng 9 sau khi nó bị một rãnh áp thấp hấp thụ. Không có thiệt hại nào được ghi nhận từ cơn bão.

### Bão Haiyan (Maring)
Áp thấp nhiệt đới 25W hình thành trên biển Philippines vào ngày 11 tháng 10, và chỉ 3 tiếng sau nó đã được PAGASA đặt tên là Maring. Hai ngày sau, hệ thống đã được JTWC nâng cấp lên thành bão nhiệt đới. Cùng thời điểm, JMA cũng phân loại nó là bão nhiệt đới Haiyan. Ngày hôm sau cả JMA lẫn JTWC đều nâng cấp Haiyan lên thành bão cuồng phong. Haiyan đạt đỉnh trong ngày 15 với cường độ bão cấp 2. Sau đó, cơn bão vòng lại phía Đông Bắc, dần suy yếu và tan vào ngày 18.

### Bão Podul
Podul đã phát triển thành một siêu bão theo như JTWC, tuy nhiên nó luôn duy trì ở ngoài khơi cách xa đất liền.

### Áp thấp nhiệt đới
Một áp thấp nhiệt đới khác được JMA phân loại. Nó chỉ tồn tại được khoảng 1 ngày trước khi tan trong ngày 22.

### Bão Lingling (Nanang) (bão số 8)
Vào ngày 5 tháng 11 một áp thấp nhiệt đới đã hình thành trên biển Philippines và nó di chuyển về phía Tây, tấn công Philippines ngày hôm sau. Khi ở trên vùng miền Trung Philippines, áp thấp nhiệt đới đã mạnh lên thành bão nhiệt đới trong ngày mùng 7. Tiếp theo cơn bão tiến vào Biển Đông và tiếp tục mạnh thêm, cuối cùng đạt đỉnh với sức gió 135 dặm/giờ (215 km/giờ) theo JTWC, tương ứng bão cấp 4 trong thang Saffir-Simpson. Lingling sau đó suy yếu, đổ bộ vào Việt Nam trước khi tan trong ngày 12. Đã có 189 người thiệt mạng vì cơn bão, 171 trong số đó là tại Philippines, còn lại là tại Việt Nam. 

### Bão nhiệt đới 28W (Ondoy)
Một áp thấp nhiệt đới di chuyển hướng đến Philippines trong khoảng giữa tháng 11, tuy nhiên nó đã vòng lại hướng Đông Bắc trước khi tiến được tới quốc gia này. Áp thấp nhiệt đới tan vào ngày 25. Do JMA không theo dõi hệ thống nên nó không có tên quốc tế.

### Áp thấp nhiệt đới 29W (Pabling)
Áp thấp nhiệt đới 29W hoạt động trên khu vực Nam Biển Đông trong giai đoạn nửa sau tháng 11. Hệ thống này được JTWC phân loại là bão nhiệt đới, tuy nhiên PAGASA cho rằng nó chỉ đạt cấp độ áp thấp nhiệt đới.

### Bão Kajiki (Quedan) (bão số 9)
Bão Kajiki đã di chuyển qua Philippines trong đầu tháng 12, trước khi tan trên Biển Đông vào ngày mùng 9.

### Bão nhiệt đới 31W
Ban đầu JTWC cho rằng 31W là giai đoạn đầu, tiền thân của bão Faxai, nhưng về sau họ đã phát hiện ra đây là hai hệ thống tách biệt.

### Bão Faxai
Vào ngày 13 tháng 12, một áp thấp nhiệt đới hình thành ngoài khơi Tây Thái Bình Dương và hai ngày sau nó mạnh lên thành một cơn bão nhiệt đới, với tên quốc tế là Faxai. Khi Faxai di chuyển nhanh theo hướng Tây Bắc, nó tăng cường và đạt đỉnh là một siêu bão cấp 5 trong ngày 23 với sức gió 1 phút 180 dặm/giờ (290 km/giờ). Sau đó nước lạnh và độ đứt gió trên cao đã làm suy yếu cơn bão cho đến khi nó chuyển đổi thành xoáy thuận ngoại nhiệt đới vào ngày 25. Faxai, cơn bão mạnh nhất của mùa bão, và là một trong những cơn bão Tây Bắc Thái Bình Dương mạnh nhất từng ghi nhận được trong tháng 12, đã luôn duy trì ở ngoài khơi và không gây ảnh hưởng đến đất liền.
Ban đầu JTWC cho rằng Faxai và áp thấp nhiệt đới 31W là cùng một hệ thống. Tuy nhiên những phân tích sau này đã nhận định 31W là một cơn bão hoàn toàn riêng biệt. Do đó sau khi phân tích lại Faxai được JTWC chỉ định số hiệu mới 33W (32W là bão Vamei).

### Bão Vamei
Áp thấp nhiệt đới 32W hình thành tại địa điểm cách Singapore 200 hải lý (370 km) về phía Đông vào ngày 26 tháng 12. Đây là một hệ thống cực kỳ bất thường do nó phát triển trên một khu vực có vĩ độ rất thấp ngay sát phía Bắc xích đạo. Vị trí ban đầu của nó có vĩ độ 1,4°B đồng nghĩa chỉ cách xích đạo 157 km. Trong ngày 27 tháng 12 áp thấp nhiệt đới được nâng cấp thành bão nhiệt đới Vamei, và không lâu sau nó đã đổ bộ vào Malaysia. Đến ngày 29 Vamei tiến vào Ấn Độ Dương với trạng thái áp thấp nhiệt đới, sau đó nó tăng cường trở lại trước khi tan vào ngày 1 tháng 1 năm 2002. Cái tên Vamei đã bị khai tử vào năm 2004 và thay thế bằng Peipah, lý do bởi vị trí và quỹ đạo độc nhất vô nhị của nó.

## Tên bão
Trong phạm vi Tây Bắc Thái Bình Dương, cả Cơ quan Khí tượng Nhật Bản (JMA) và Cục quản lý Thiên văn, Địa vật lý và Khí quyển Philippines (PAGASA) đều chỉ định tên gọi cho xoáy thuận nhiệt đới hình thành trên khu vực này, dẫn đến kết quả là cùng một xoáy thuận nhiệt đới có thể có hai tên khác nhau. Cơ quan Khí tượng Nhật Bản chỉ định tên quốc tế thay mặt cho Ủy ban Bão Tây Bắc Thái Bình Dương (Typhoon Committee) của Tổ chức Khí tượng Thế giới, họ sẽ đặt tên cho xoáy thuận nhiệt đới khi vận tốc gió duy trì liên tục trong 10 phút đạt từ 40 dặm/giờ (65 km/giờ) trở lên, đồng nghĩa với cấp độ bão nhiệt đới trở lên. Trong khi đó Cục quản lý Thiên văn, Địa vật lý và Khí quyển Philippines sẽ chỉ định tên cho bất kỳ xoáy thuận nhiệt đới nào hình thành hoặc di chuyển vào "khu vực trách nhiệm" (area of responsibility) của họ có vị trí giữa 135°Đ-115°Đ và giữa 5°B-25°B kể cả khi xoáy thuận đó đã được đặt tên quốc tế. Tên của các xoáy thuận nhiệt đới đáng chú ý sẽ bị khai tử, bởi cả PAGASA và Ủy ban Bão Tây Bắc Thái Bình Dương. Khi số lượng tên trong danh sách của PAGASA cho vùng Philippines bị cạn kiệt, những tên khác sẽ được lấy từ danh sách bổ sung của danh sách chính, với 10 cái tên đầu tiên trong đó được công bố trước mỗi mùa bão. Những tên chưa sử dụng được đánh dấu màu xám.

### Tên quốc tế
Trong mùa bão này có 26 xoáy thuận nhiệt đới được Cơ quan Khí tượng Nhật Bản đặt tên, đồng nghĩa với số lượng 26 cơn bão nhiệt đới hình thành. Những cái tên này được lấy từ một danh sách 140 tên gọi đệ trình bởi 14 quốc gia và vùng lãnh thổ thành viên của Ủy ban Bão Tây Bắc Thái Bình Dương. Dưới đây là danh sách tên quốc tế được sử dụng trong mùa bão 2001.
| Cimaron | Chebi | Durian | Utor | Trami     | Kong-rey | Yutu  | Toraji | Man-yi | Usagi    | Pabuk  | Wutip | Sepat |
| Fitow   | Danas | Nari   | Vipa | Francisco | Lekima   | Krosa | Haiyan | Podul  | Lingling | Kajiki | Faxai | Vamei |

Đây là mùa bão duy nhất mà cái tên "Vipa" được sử dụng. Nó đã được thay bằng tên chính xác hơn là "Wipha" vào năm 2002.

### Philippines
Cục quản lý Thiên văn, Địa vật lý và Khí quyển Philippines sử dụng một danh sách riêng để đặt tên cho các xoáy thuận nhiệt đới hình thành hoặc di chuyển vào khu vực mà họ theo dõi. Nếu như danh sách chính cho mỗi năm không đủ, tên sẽ được lấy thêm từ danh sách bổ sung, 10 cái tên đầu trong đó sẽ được công bố hàng năm trước khi mùa bão bắt đầu. Một loạt danh sách mới đã được đưa vào áp dụng kể từ năm 2001. Trong bảng dưới đây, những tên được đánh dấu màu xám có nghĩa là chưa sử dụng, và những tên không bị khai tử sẽ được sử dụng lại vào mùa bão 2005.
| Auring                  | Barok                  | Crising                 | Darna                 | Emong                  |
| Feria                   | Gorio                  | Huaning                 | Isang                 | Jolina                 |
| Kiko                    | Labuyo                 | Maring                  | Nanang                | Ondoy                  |
| Pabling                 | Quedan                 | Roleta (chưa sử dụng)   | Sibak (chưa sử dụng)  | Talahib (chưa sử dụng) |
| Ubbeng (chưa sử dụng)   | Vinta (chưa sử dụng)   | Wilma (chưa sử dụng)    | Yaning (chưa sử dụng) | Zuma (chưa sử dụng)    |
| Danh sách bổ sung       |                        |                         |                       |                        |
| Alamid (chưa sử dụng)   | Bruno (chưa sử dụng)   | Conching (chưa sử dụng) | Dolor (chưa sử dụng)  | Ernie (chưa sử dụng)   |
| Florante (chưa sử dụng) | Gerardo (chưa sử dụng) | Hernan (chưa sử dụng)   | Isko (chưa sử dụng)   | Jerome (chưa sử dụng)  |

### Tên bão bị khai tử
Cái tên Vamei đã bị Ủy ban Bão Tây Bắc Thái Bình Dương khai tử sau mùa bão này. Tên mới được lựa chọn để thay thế là Peipah.

### Số hiệu tại Việt Nam
Tại Việt Nam một cơn bão (đạt cường độ bão nhiệt đới trở lên) sẽ được đặt số hiệu khi nó đi vào khu vực thuộc phạm vi theo dõi của Trung tâm Dự báo Khí tượng Thủy văn Việt Nam được xác định trên Biển Đông phía Tây kinh tuyến 120°Đ và phía Bắc vĩ tuyến 10°B. Số hiệu của bão được đặt theo số thứ tự xuất hiện của nó trong năm.
Dưới đây là các cơn bão được Trung tâm Dự báo Khí tượng Thủy văn Việt Nam đặt số hiệu trong năm 2001:
| - Bão số 1 (Cimaron) (ra khỏi Biển Đông) - Bão số 2 (Durian) (đổ bộ Nam Trung Quốc sau vào Cao Bằng và Lạng Sơn) - Bão số 3 (Utor) (đổ bộ Nam Trung Quốc) - Bão số 4 (Yutu) (đổ bộ Nam Trung Quốc) - Bão số 5 (Usagi) (đổ bộ vào Hà Tĩnh) - Bão số 6 (Fitow) (đổ bộ Nam Trung Quốc, gần sát Móng Cái) - Bão số 7 (Nari) (đổ bộ Nam Trung Quốc) - Bão số 8 (Lingling) (đổ bộ Phú Yên) - Bão số 9 (Kajiki) (tan ngoài khơi Phú Yên) |